# Paragominas Futebol Clube
Maillots
Le Paragominas Futebol Clube, également connu sous le nom de Paragominas FC, est un club brésilien de football fondé en 2012 et basé dans la ville de Paragominas, dans l'État du Pará.
Le club joue ses matchs à domicile au Stade Arena Verde, et joue actuellement dans le championnat du Pará.

## Histoire
Le club est fondé le 6 mars 2012, et ce dû au manque d'équipe locale pour occuper le Stade Arena Verde inauguré au début de la même année. Son premier président est Jorge Coqueiro.
Lors de sa première année de fondation, le club remporte la première édition du Championnat Paraense D2.
Lors de la saison suivante en 2013, il parvient à se hisser en finale du championnat, et perd contre le Paysandu.
En 2014, le club dispute pour la première fois la Coupe du Brésil.

## Stades
Depuis 2012, le club joue ses matchs à domicile au Stade Arena do Município Verde doté de 10 000 places.

## Palmarès
| Compétitions nationales                                                                           |
| ------------------------------------------------------------------------------------------------- |
| - Championnat du Pará : - Vice-champion : 2013. - Championnat du Pará D2 (1) : - Champion : 2012. |

## Personnalités du club

### Présidents du club
- Jorge Coqueiro
- Charles Guerreiro

### Entraîneurs du club
- Cacaio